# Суеверие
Суеверието (от вяра всуе, т.е. суетна, празна вяра) е вяра в недействителни закономерности. Суеверието може да се срещне във всяка област на човешкия живот — в науката, в религията, в политиката и т.н.
По своята същност суеверието е предразсъдък, заблуда. Проявява се в извършването или избягването на определени действия, с което се цели постигането на добър резултат или избягването на опасност. Популярни суеверия са убежденията, че числото 13 и черните котки имат лошо влияние върху живота на хората, а носенето на талисмани предпазва от зло.